# 南常砖塔
南常文峰塔，又名南常砖塔，位于山西省临汾市翼城县南梁镇南常村西田间，是一座清代圆形实心砖塔，高12米，直径2.9米，五级密檐式。上部四面设佛龛。
1987年8月20日，南常砖塔公布为翼城县文物保护单位。